# Clase Aragón
La Clase Aragón, compuesta por tres buques, fue la primera y única serie de cruceros desprotegidos  de la Armada Española con casco de madera, que sirvió en las dos últimas décadas del siglo XIX, siendo el noveno buque de la Armada Española en portar el citado nombre.

## Construcción
Los buques de esta clase se diseñaron en un principio como corbetas blindadas con casco de madera y estructura de hierro (con un diseño blindado de batería central) destinadas para el servicio colonial. La construcción de los cruceros de la clase Aragón como corbetas blindadas comenzó en 1869, con planes para darles 890 toneladas de armadura y 500 milímetros (19,7 pulgadas) de armadura en la línea de flotación. Antes de su finalización, en 1876, se rediseñaron y acabaron terminándose como cruceros, aumentando la propulsión para obtener mayor velocidad, mejorando el armamento a instalar y blindando solo algunas partes de los mismos, no instalándose finalmente la coraza de cerca de 900 toneladas que en un principio iban a montar. En resumen, su diseño se cambió por el de un crucero desprotegido o una corbeta de madera. Los acontecimientos políticos retrasaron su construcción, pero finalmente fueron botados de esta forma en los años entre 1879 y 1881 y terminados en 1880 y 1882. Su concepción original como barcos blindados y el cambio a un diseño sin blindaje durante la construcción los dejó con un casco de madera demasiado pesado que ya estaba obsoleto cuando se botaron.
Los barcos tenían dos embudos y estaban aparejados como bricbarca. La maquinaria de la unidad de cabeza fue fabricada por la John Penn Company en el Reino Unido, mientras que la de sus hermanas fue fabricada en el astillero naval de Ferrol siguiendo el patrón de John Penn. La batería principal original de los cañones de 8 pulgadas (203 mm) construidos por Armstrong Whitworth quedó obsoleta cuando se completaron los barcos y se reemplazó rápidamente con cañones más modernos montados en sponsons, con el buque Aragón más fuertemente armado que sus hermanos.  Diseñados para el servicio colonial, nunca tuvieron la intención de luchar contra  buques de guerra fuertemente armados, blindados y con casco de acero, aunque el Castilla participaría en la Batalla de Cavite.
Una peculiaridad de esta serie de cruceros es que debido a que se construyeron en tres astilleros distintos y se entregaron en años diferentes, sus dimensiones y el armamento que se fue contratando para su instalación era distinto y de diferente procedencia en los tres.

## Historial
Gran parte de la historia operativa de los cruceros de la clase Aragón es oscura. El Castilla sirvió en aguas de origen y luego en Filipinas, donde fue hundido, pero solo se sabe que los otros dos estuvieron en aguas de origen en la década de 1890. Las fuentes difieren sobre si Aragón y Navarra fueron retirados y luego desguazados en la década de 1890 o si sobrevivieron hasta principios del siglo XX en funciones que no eran de combate.

### Aragón
El Aragón fue construido en Cartagena, siendo botado en el año 1879 y entregado en 1880. Una vez alistado fue destinado a Filipinas, regresando a la península en 1890. Poco después fue destinado como buque escuela hasta que fue dado de baja en la Armada en diciembre de 1898. 
El armamento que se le instaló en un primer momento estuvo compuesto por 4 piezas de 160 mm modelo Hontoria y otras 4 del mismo calibre del modelo Rivera, más otras de pequeño calibre y tiro rápido, así como dos tubos lanzatorpedos.

### Navarra
El Navarra fue construido en Ferrol, siendo botado en el año 1881 y entregado en 1882. En 1888 participó en la parada naval que hubo en la Ciudad Condal con motivo de la Exposición Universal de dicho año, junto con otros buques de la escuadra. En los primeros años noventa fue destinado a Cuba, regresando años después a la Península, donde fue destinado como escuela de marinería. El Navarra utilizado como buque depósito en sus últimos años, fue finalmente dado de baja en 1899. 
El armamento estaba formado por 4 piezas Armstrong de 150 mm y 2 de 120 mm, más otras de pequeño calibre y tiro rápido, así como dos tubos lanzatorpedos.

### Castilla
El Castilla fue construido en Cartagena, siendo botado en 1881 y entregado en 1886. En 1888 estuvo en el arsenal de Tolón durante la entrega del acorazado Pelayo, siendo posteriormente destinado al Apostadero de Filipinas en 1890, participando activamente en la lucha contra la insurrección en un primer momento y años después en la batalla de Cavite contra la flota estadounidense, donde fue utilizado como batería flotante por estar inmóvil como consecuencia de las averías de sus máquinas y desprovisto de parte de su artillería, lo que le hizo ser un blanco fácil de hundir. El armamento principal montado en este buque era de la casa alemana Krupp, formado por 4 piezas de 150 mm y 2 de 120 mm, disponiendo igualmente de otras piezas de pequeño calibre y tiro rápido, así como de dos tubos lanzatorpedos.

## Unidades de la clase
| Nombre   | Astillero | Botado | Alta | Baja | Observaciones                           | Imagen |
| -------- | --------- | ------ | ---- | ---- | --------------------------------------- | ------ |
| Aragón   | Cartagena | 1879   | 1880 | 1899 | Desguazado en 1899                      |        |
| Navarra  | Ferrol    | 1881   | 1882 | 1899 | Desguazado en 1899                      |        |
| Castilla | Cartagena | 1881   | 1886 | 1898 | Hundido en la Batalla de Cavite en 1898 |        |